# Листояди
Листоя̀ди (Chrysomelidae) – едно от най-големите семейства бръмбари включващо над 35 000 описани вида включени в 2 500 рода, от които в България са установени 522 вида. Както ларвите, така и възрастните форми се хранят с различни растителни тъкани и много от тях са сериозни селскостопански неприятели — колорадски бръмбар, земни бълхи и др.

## Разпространение
Листоядите се срещат навсякъде без Антарктика и големите географски ширини на Арктика, като най-голямо е разнообразието им в тропиците.

## Външен вид
Листоядите са изключително разнообразни по форма и затова е трудно да се даде някаква обща характеристика за цялото семейство. Обикновено са сравнително овални – от почти кръгли (напр. Discomorpha) до силно издължени. На големина варират от много малки (1 mm при някои представители на Alticini) до големи почти 3 cm (Hispinae). Окраската им е разнообразна, често с петна или ивици, често ярко оцветена, понякога с металически отблясък. Главата е сравнително къса, понякога в голяма степен и дори напълно скрита при поглед отгоре (много Cassidinae, Cryptocephalinae). Елитрите обикновено покриват цялото коремче.
Формулата на ходилото им обикновено е 5-5-5 (т.е. всяко ходило има по пет сегмента), въпреки че прилича на 4-4-4 тъй като четвъртият сегмент е съвсем малък и закрит от третия. При някои (Cassidinae), формулата е същинска 4-4-4, а при един вид (Leucispa) е 3-3-3.
Антените на листоядите се различават от тези на сестринската им група (Cerambycidae) по това, че са по-къси (рядко надвишават половината дължина на тялото) и не са частично заобиколени от очите.

## Биология
Възрастните форми на листоядите най-често се хранят с листата, понякога и с корените и цветните части на растенията. Ларвите имат подобни хранителни навици, но по-често живеят под земята и се хранят с подземните части. По-особени хранителни навици имат представителите на Cryptocephalinae, ларвите на които включват в менюто си мъртви растителни тъкани като окапали листа и кората на опадали клонки. Ларвите на Clytra (също от подсем. Cryptocephalinae) са наблюдавани да се хранят с яйца на мравки. Ларвите на Sagra образуват гали в стъблата на полудървесни растения. Повечето листояди са тясно специализирани и се хранят с един или няколко сродни вида растения.
Листоядите са сухоземни насекоми живеещи на открито или под земята; изключение правят ларвите на Donaciinae които са водни и се хранят с подводните части на растенията.

## Класификация
Chrysomelidae, заедно със сестринската си група Cerambycidae, са обединени в надсемейство Chrysomeloidea, което спада към подразред Polyphaga на твърдокрилите.
Вътрешната класификация на листоядите е все още непълно изяснена. Смятаното за отделно семейство Bruchinae (преди това Bruchidae) е включено в рамките на листоядите.
Последните филогенетични анализи на Reid от 1995 г. и 2000 г. разделят Chrysomelidae на следните подсемейства:
- Bruchinae (зърнояди)
- Chrysomelinae
- Criocerinae
- Cryptocephalinae
- Donaciinae
- Eumolpinae
- Galerucinae
- Hispinae
- Lamprosomatinae
- Sagrinae
- Spilopyrinae